# V. Ptolemaiosz
V. Ptolemaiosz Epiphanész (görögül Πτολεμαίος Επιφανής, Kr. e. 210. október 6./9. – Kr. e. 180 szeptembere), az ókori Egyiptom ötödik királya a Ptolemaidák közül Kr. e. 204-től haláláig, IV. Ptolemaiosz és húga-felesége, III. Arszinoé gyermeke volt. Kisgyermekként került trónra, így kegyencek irányították, akik nem tudtak úrrá lenni Egyiptom mind súlyosbodó problémáin. A birodalom ekkor vesztette el minden európai és ázsiai birtokát.

## Kegyencek kezében
Amikor kicsapongó apja meghalt – anyját már korábban megölette –, V. Ptolemaiosz 5-6 éves volt. Helyette sokáig kegyencek uralkodtak: először az atyjától örökölt Agathoklész, majd Tlépolemosz és Arisztomenész. Agathoklész és testvére, Agathoklea, aki korábban IV. Ptolemaiosz szeretője volt, egy ideig még titkolta is a király halálát, hogy megőrizhessék hatalmukat. Végül az őket gyűlölő alexandriai tömegek végeztek velük. Egy ideig az ifjabb Szószibiosz, az előző király hasonló nevű kegyencének fia ragadta magához az államügyek irányítását, de hamarosan Tléptolemosz kezébe került a legfőbb hatalom. Tléptolemosz jó katona volt, Alexandria lakossága is kedvelte, de politikusként nem állta meg a helyét.

## Az V. szíriai háború

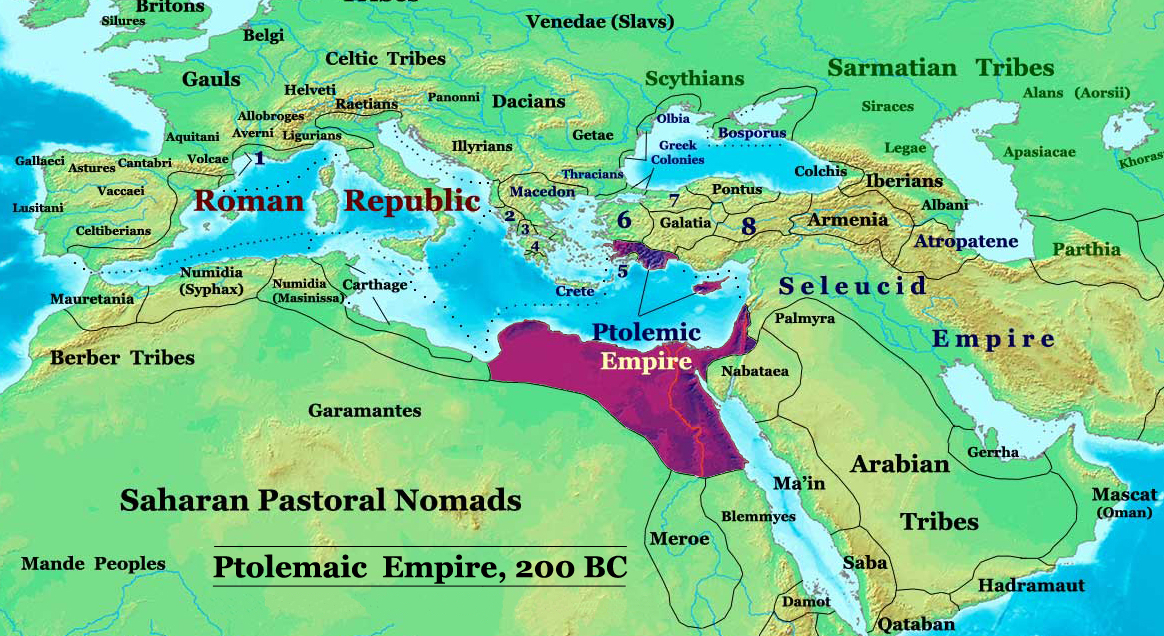
V. Ptolemaiosz birodalma Kr. e. 200-ban

Márpedig nagy szükség mutatkozott kiváló kvalitású emberekre Egyiptom élén, hiszen komoly problémák fenyegették az államot. A IV. szíriai háború óta görögellenes érzelmeket tápláló helyi lakosság Kr. e. 205 körül fellázadt, és Felső-Egyiptomban a feltehetően núbiai származású Horwennefer vezetésével elszakadt. Az egyiptomi adminisztráció gyengeségét a külső ellenfelek is igyekeztek kihasználni: a revansra vágyó Szeleukida Birodalom és Makedónia Kr. e. 203/202 telén titkos szövetséget kötött, melyben kijelölték egymás érdekszféráit.
Az V. szíriai háború V. Philipposz támadásával indult meg a Ptolemaioszok európai és égei-tengeri birtokai ellen, ami Pergamon és Rhodosz érdekeit egyaránt sértette. E két állam Egyiptom mellett a Karthágót nemrég legyőző Római Köztársaságnak is szövetségese volt, ami egyiptomi követek kérésére Kr. e. 201-ben követelte, hogy Makedónia hagyjon fel a hadműveletekkel. Mivel erre nem került sor, Róma Kr. e. 200-ban megküldte a hadüzenetet, és kitört a második római–makedón háború, ami rövidesen Róma győzelmével zárult (Kr. e. 197-es künoszkephalai csata).
III. (Nagy) Antiokhosz Kr. e. 200-ban indította meg hadműveleteit. Tábornokát, Szkópaszt legyőzve a panioni ütközetben először elragadta Egyiptom szíriai birtokait, beleértve Palesztinát és Föníciát, majd az anatóliai Kilikia ellen vonult Róma figyelmeztetése ellenére, aminek Egyiptom mintegy hetven éve szövetségese és legfontosabb gabonaellátója volt. V. Ptolemaiosznak eközben még egy lázadást is fel kellett számolnia a Nílus-deltában (197/196), ráadásul Szkópasz is megpróbált lázadást szítani Alexandriában. Az egyiptomi uralkodó Kr. e. 195-ben békét kötött Antiokhosszal. Ennek értelmében feleségül vette Kleopatra Szürát, Antiokhosz lányát, és lemondott minden Egyiptomon kívüli birtokáról Ciprus és Küréné kivételével.

## Róma oldalvizén
Kr. e. 193/192 telén Raphia szíriai városában megkötötték a házasságot Kleopatrával. Ez nem tartotta vissza Ptolemaioszt, hogy a Róma és a Szeleukida Birodalom között hamarosan kirobbanó konfliktusban az előbbi oldalára álljon: követeivel rengeteg pénzt küldött a senatusba, és felajánlotta segítségét, de mindkét ajánlatát elutasították. Így a Kr. e. 188-ban római győzelemmel végződő háború eredményeiből sem részesülhetett: míg az elveszett kis-ázsiai birtokokon Rhodosz és Pergamon osztozhatott, Egyiptom nem kapta vissza elveszett területeit.

## A háborúk után

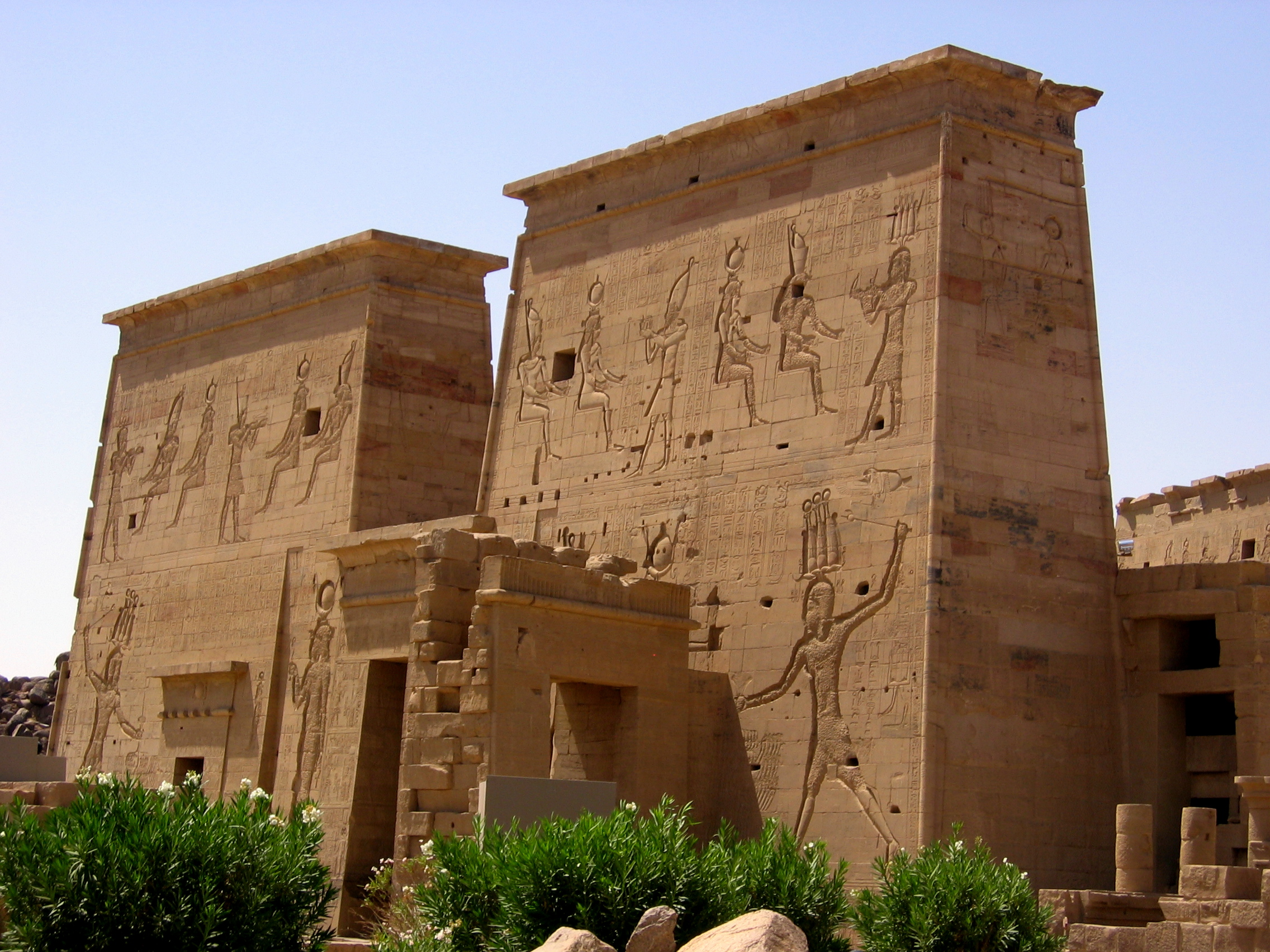
A philaii templom V. Ptolemaiosz uralkodása alatt épült pülónja

Még a háború alatt került sor a nagykorúnak nyilvánított V. Ptolemaiosz hagyományos, egyiptomi koronázására Memphiszben Kr. e. 196. március 23-án. Ennek emléke a híres rosette-i kő, egy görögül és két egyiptomi írásmóddal (hieroglif és démotikus) készített felirat, amely az egyiptomi hieroglif írás megfejtésének kulcsául szolgált. A még mindig meglehetősen fiatal uralkodó, akit az Epiphanész („Földön megtestesült istenség”) melléknévvel ruháztak fel, ekkor már egy tehetséges miniszterrel rendelkezett, Arisztomenésszel, aki helyreállította a hadseregben a fegyelmet, és megpróbálta rendezni a zilált belügyeket.
Miközben a külső hatalmakkal békés viszonyt ápolt, az egyiptomi uralkodónak módja adódott a felső-egyiptomi lázadók ellen harcba vonulni. Kr. e. 186-ra valószínűleg súlyos harcok árán sikerült is leverni Ankhwennefer ellenkirályt, akit a núbiai uralkodók is támogattak.
A lázadók egy részét rabszolgasorba vetették, és megszigorították a terület katonai ellenőrzését. 
Sikerült visszafoglani Alsó-Núbiát, amelyet az felső-egyiptomi lázadások idején Arqamani (II. Ergamenész) és Adikhalamani királyok elragadtak a Ptolemaioszoktól.
Ezt leszámítva V. Ptolemaiosz további uralkodásáról nem sokat tudunk. Arisztomenész valamikor kiesett kegyeiből, és a király mérget itattatott vele, ezt követően pedig méltatlan kegyencek váltották egymást körülötte (elsősorban Polükratész neve ismeretes). A források szerint a király Kr. e. 180-ban épp Szíria visszahódítását tervezgette, ezért komoly zsoldossereget toborzott, amikor egy udvari intrika keretében meggyilkolták.

## Utódlása
Két fia és egy leánya maradt utána. Idősebbik gyermeke, a még mindig kiskorú VI. Ptolemaiosz Philométór követte a trónon, aki feleségül vette saját húgát, II. Kleopátrát. Mi több, másik gyermeke is elfoglalta a trónt VIII. Ptolemaiosz néven, és ő szintén feleségül vette leánytestvérét. A két fivér hatalmi vetélkedése a Kr. e. 2. században jelentősen felgyorsította Egyiptom hanyatlását.